# Sü Š’-jou
Sü Š’-jou (čínsky pchin-jinem Xǔ Shìyǒu, znaky zjednodušené 许世友, tradiční 許世友; 28. února 1906 — 22. října 1985) byl čínský komunistický voják a politik, účastník občanské války, Dlouhého pochodu, čínsko-japonské války a korejské války. V Čínské lidové republice zaujímal vysoké velitelské funkce: zástupce náčelníka generálního štábu (1954–1959), velitel Nankingského vojenského okruhu (1955–1973), náměstek ministra obrany (1959–1978), velitel Kantonského vojenského okruhu (1973–1980). Byl volen nebo jmenován i do významných politických funkcí:předseda provinčního revolučního výboru (1968–1973) a první tajemník provinčního výboru (1970–1973) v Ťiang-su, člen politbyra (1969–1982), člen stálého výboru ústřední vojenské komise KS Číny (1980–1982), místopředseda ústřední poradní komise KS Číny (1982–1985).
Patřil k předním komunistickým vojevůdcům období občanské války a války s Japonskem. Politicky patřil do skupiny funkcionářů, kteří se z regionálních funkcí posunuli do vysokých centrálních úřadů vzhůru během kulturní revoluce, kterou podporoval. Ve druhé polovině 70. let se politicky přeorientoval na skupinu kolem Teng Siao-pchinga, což mu zajistilo setrvání ve vysokých funkcích do konce života.

## Život

### Mládí, voják a komunista
Sü Š’-jou se narodil  28. února 1906 na severovýchodě provincie Chu-pej (od roku 1933 je toto území součástí okresu Sin na jihu provincie Che-nan) v chudé rolnické rodině. V osmi letech se stal buddhistickým mnichem v šaolinském klášteře. V roce 1920 se vrátil do světa a zapojil se do tehdejšího vojenského a politického boje. Vstoupil do armády severního militaristy Wu Pchej-fua. Poté, co byla Wu Pchej-fuova vojska v roce 1926 poražena kuomintangskou armádou v rámci Severního pochodu, přešel Sü Š’-jou na stranu Kuomintangu. V kuomintangské armádě byl povýšen do hodnosti poručíka. Poté se vrátil do své rodné vesnice.
V listopadu 1927 Sü Š’-jou opět změnil svou politickou orientaci. Zúčastnil se povstání ve východním Chu-peji a vstoupil do Komunistické strany Číny. Následujícího roku vstoupil i do čínské Rudé armády. Sloužil pod Sü Siang-čchienem, zastával velitelské funkce od velitele čety až po velitele divize. Ve svých 29 letech se stal velitelem 9. sboru 4. frontu. V letech 1931–1933 se vyznamenal v bojích s kuomintangskými vládními jednotkami v provinciích Chu-pej a S’-čchuan, v řadách 4. frontu se účastnil Dlouhého pochodu.
V roce 1937 Sü Š’-jou studoval na Protijaponské vojenské a politické akademii v Jen-anu. V březnu 1937 byl na zasedání politbyra ústředního výboru kritizován bývalý vůdce 4. frontu Čang Kuo-tchao a nepřímo i jeho podřízení, stovka důstojníků 4. frontu studujících na akademii reagovala výhrůžkami, že odejde z akademie k vojskům a opět se vrátí k vedení svých vojáků, Sü Š’-jou patřil k organizátorům skupiny. Proti šesti velitelům 4. frontu, včetně Sü Š’-joua a Chung Süe-č’ho, byla vznesena obvinění z kontrarevoluce a trockismu. Tribunál jim udělil tresty smrti, Mao Ce-tung však nařídil, aby byl trest smrti změněn na krátké vězení a ztrátu politických práv. Tato shovívavost byla motivována vojenským nadáním obviněných.  

### Válka s Japonskem, občanská válka, válka v Koreji
Po vypuknutí války s Japonskem se stal zástupcem vedoucího oddělení Protijaponské vojenské a politické akademie. Na podzim 1938 se jako zástupce velitele 386. brigády 129. divize 8. pochodové armády s jednotkami vydal do hor Tchaj-šan, účastnil se bojů s Japonci. Od jara 1939 studoval na stranické škole při severočínském byru ÚV KSČ.V letech 1940–1945 bojoval v provincii Šan-tung.
V roce 1946 se v Číně obnovila občanská válka mezi komunisty a nacionalisty. Sü Š’-jou vedl 9. kolonu Východočínské polní armády/3. polní armády, později 11. armádu ve 3. polní armádě. Pod jeho velením komunistická vojska ovládla Šan-tung. Po vzniku ČLR se stal nejprve zástupcem velitele a poté velitelem šantungské vojenské oblasti. V roce 1953 se ujal velení 3. čínského lidového dobrovolnického sboru v korejské válce. Jeho jednotky se účastnily těžkých pozičních bojů v závěrečné fázi války. V roce 1954 byl po návratu do Číny jmenován zástupcem náčelníka generálního štábu Čínské lidové osvobozenecké armády, téhož roku se stal i poslancem Všečínského shromáždění lidových zástupců a členem Státního výboru obrany. V lednu 1955 zúčastnil bitvy o ostrovy I-ťiang-šan s čankajškovským Tchaj-wanem. Střetnutí skončilo vítězstvím komunistů a obsazením ostrovů. V témže roce byl při zavedení vojenských hodností jmenován generálplukovníkem.

### Generál a politik Čínské lidové republiky
Od března 1955 velel Nankingskému vojenskému okruhu. V této funkci setrval 18 let. Na VIII. sjezdu KS Číny byl zvolen kandidátem ústředního výboru. V letech 1959–1978 působil i jako náměstek ministra obrany Čínské lidové republiky. V prosinci 1973 byl (v rámci širší rotace velitelů vojenských okruhů) přeložen z Nankingu do Kantonu na post velitele Kantonského vojenského okruhu. V roce 1974 velel operaci na obsazení Paracelských ostrovů čínskými vojsky.
Aktivně se účastnil politického boje v době kulturní revoluce. V první fázi kulturní revoluce podporoval radikální skupinu, později známou jako gang čtyř, a byl úzce spojen s Čang Čchun-čchiaem a Kchang Šengem. V březnu 1968 převzal správu provincie Ťiang-su jako předseda ťiangsuského revolučního výboru, od prosince 1970 současně vykonával funkci [[[Představitelé Ťiang-su|prvního tajemníka ťiangsuského provinčního výboru]] KS Číny; v obou funkcích setrval do odchodu z provincie v prosinci 1973. V říjnu 1968 byl převeden z kandidátů mezi členy ústředního výboru, Na IX. sjezdu KS Číny v dubnu 1969 byl znovuzvolen do ústředního výboru a vzápětí ústředním výborem zvolen členem politbyra (znovuzvolen na sjezdech 1973 a 1977, do 1982). Politické pozice Sü Š’-joua posílili v roce 1971 po smrti Lin Piaa a čistce Lin Piaových věrných, na níž se Sü Š’-jou podílel. Aktivně podporoval Ťiang Čching a její radikální maoistickou skupinu (měl však napjaté vztahy s Wang Chung-wenem) a kritizoval Čou En-laje za „proamerikanismus“ a „revizionismus“. Od roku 1974 se Sü Š’-jou politicky přeorientoval na Teng Siao-pchinga. Na jaře 1976, během incidentu na náměstí Nebeského klidu, Tengovi vyjádřil podporu. To mu pomohlo zachovat si vojenské a politické postavení po smrti Mao Ce-tunga, kdy umírnění vedení Chao Kuo-fengem provedli čistka šanghajských radikálů (gangu čtyř), i po převzetí moci Teng Siao-pchingem.
V roce 1979 Sü Š’-jou velel východnímu křídlu čínských sil ve válce s Vietnamem. V lednu 1980 přešel z Kantonu do Pekingu na místo člena stálého výboru ústřední vojenské komise KS Číny. Na XII. sjezdu KS Číny v září 1982 již nebyl zvolen do ÚV a politbyra, náhradou přešel do ústřední poradní komise KS Číny jako její místopředseda (předsedou byl Teng Siao-pching).
Zemřel v Nankingu 22. října 1985.